# Alexis Damour
Augustin Alexis Damour (Parigi, 19 luglio 1808 – Parigi, 22 settembre 1902) è stato un mineralogista, archeologo e geologo francese.

## Biografia

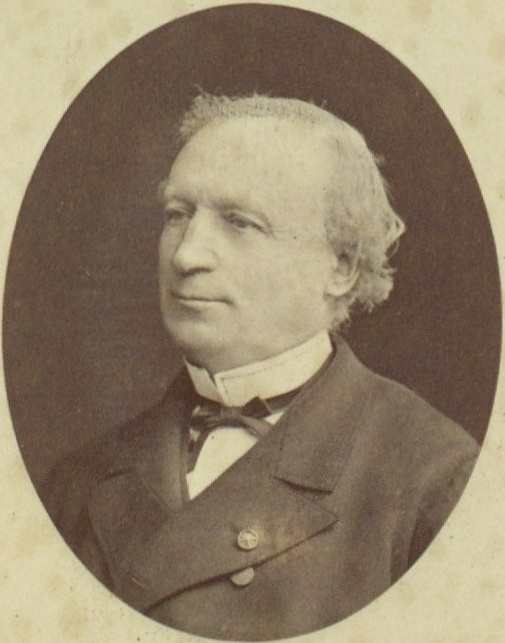
Alexis Damour

Nel 1827 ha studiato sotto Alexandre Brongniart presso il Museo di Storia Naturale di Parigi, e fino al 1854, ha lavorato per il Ministère des Affaires étrangères. In seguito, si è dedicato alla ricerca mineralogica, raggiungendo la fama per la sua ricerca che coinvolge la composizione chimica di diversi minerali.
In aggiunta al suo assolo analisi di vari minerali, con Jean-Baptiste Boussingault, ha studiato l'ossidiana ad alte temperature, e con Henri Sainte-Claire Deville, ha studiato la natura della columbite. Inoltre, egli è accreditato per la scoperta di numerose specie di minerali; faujasite, bertrandite, jacobsite e alluaudite. Nel 1854 ha chiamato il minerale descloizite in onore di Alfred Des Cloizeaux. Nel 1845 Achille Ernest Oscar Joseph Delesse ha nominato una varietà di muscovite, "damourite", in suo onore.
Nel 1857 è stato nominato presidente della Société géologique de France, e nel 1881, per mezzo di una raccomandazione di Wolfgang Franz von Kobell, divenne membro della Accademia bavarese delle scienze. Le sue collezioni sono tenute dal Museo di storia naturale di Tolosa.
Il 13 febbraio 1898 divenne socio dell'Accademia delle scienze di Torino.

## Galleria d'immagini

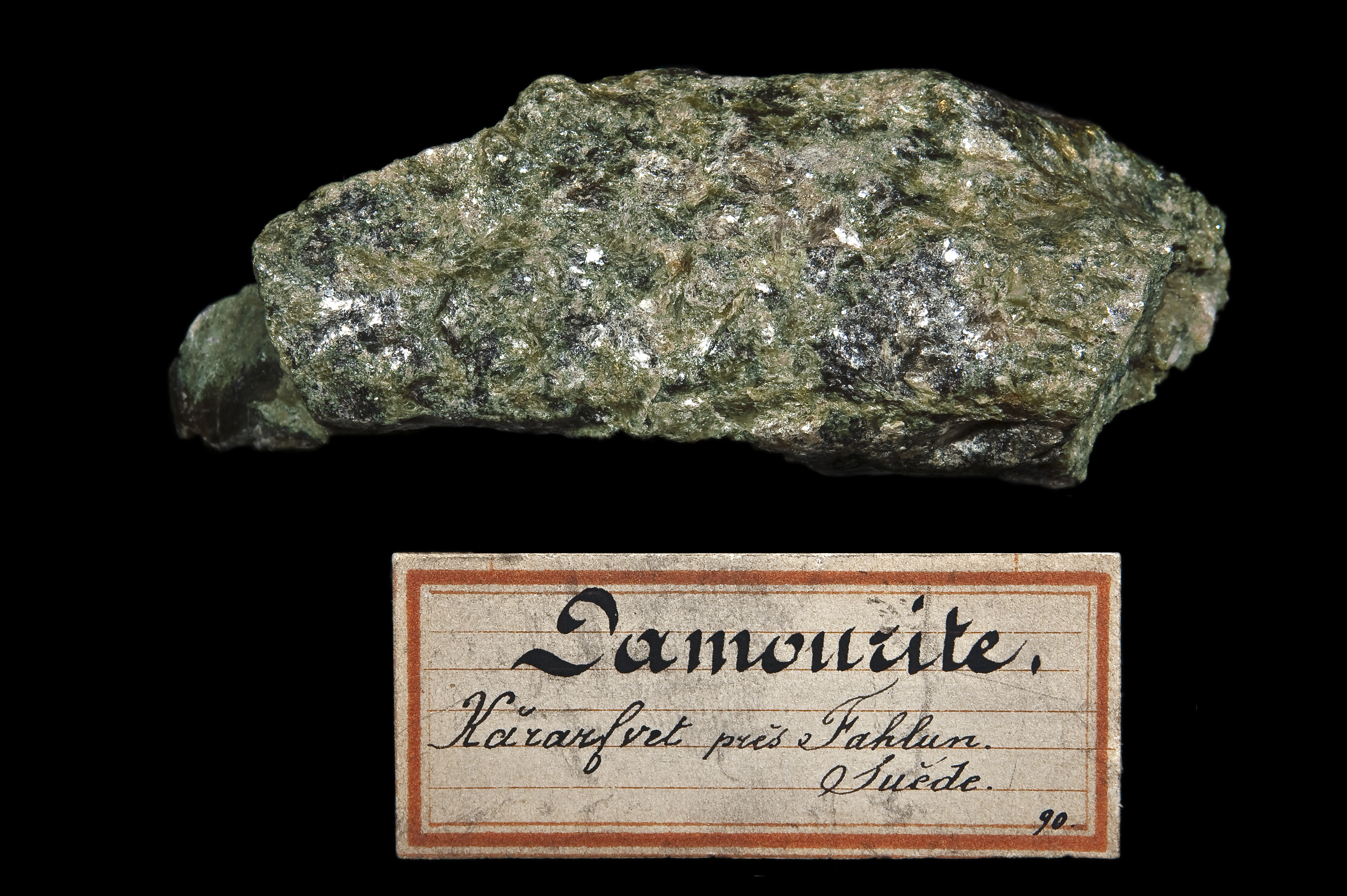
Damourite- Kårarvet, Suède
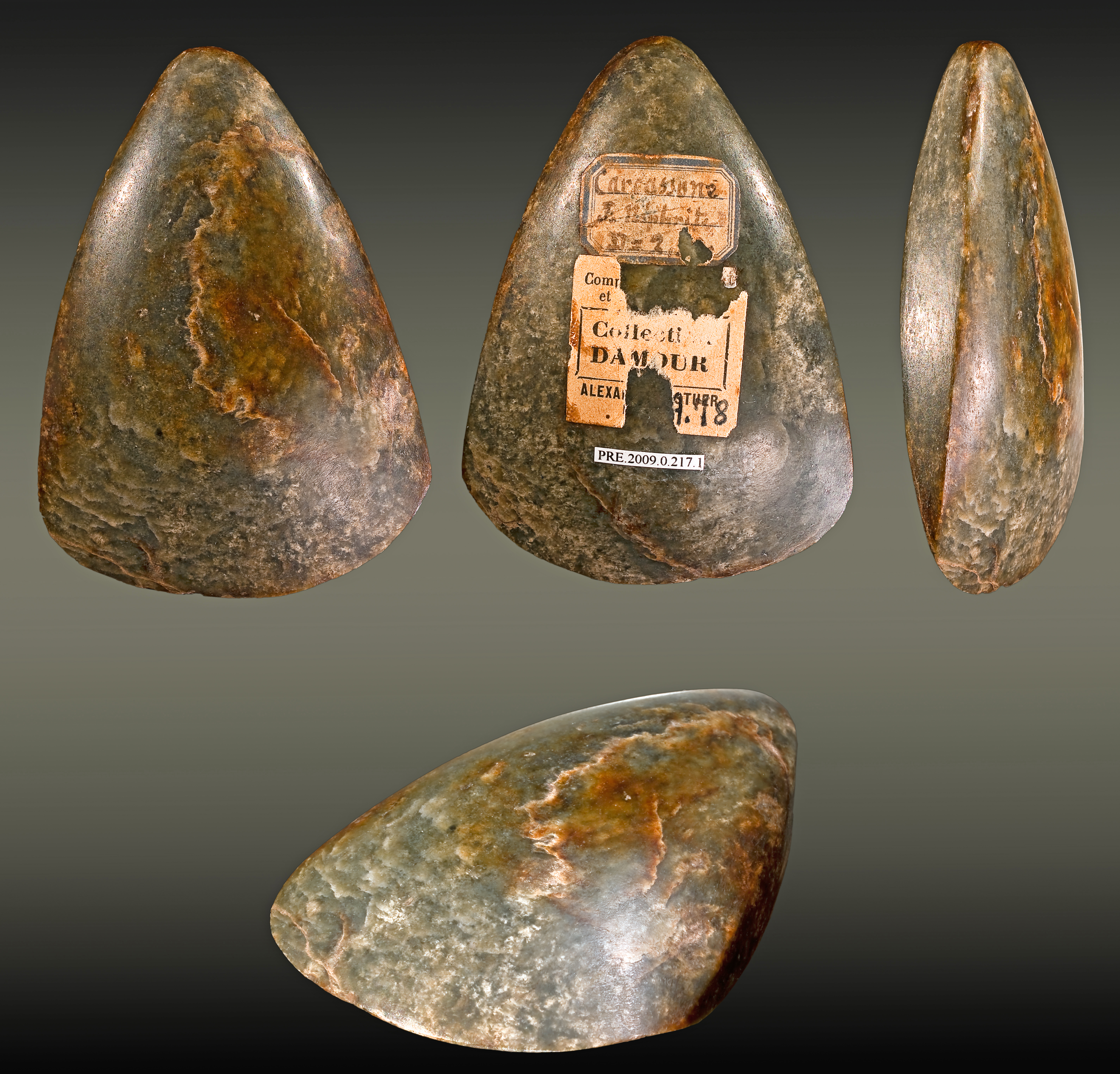
Lucido ascia del Neolitico
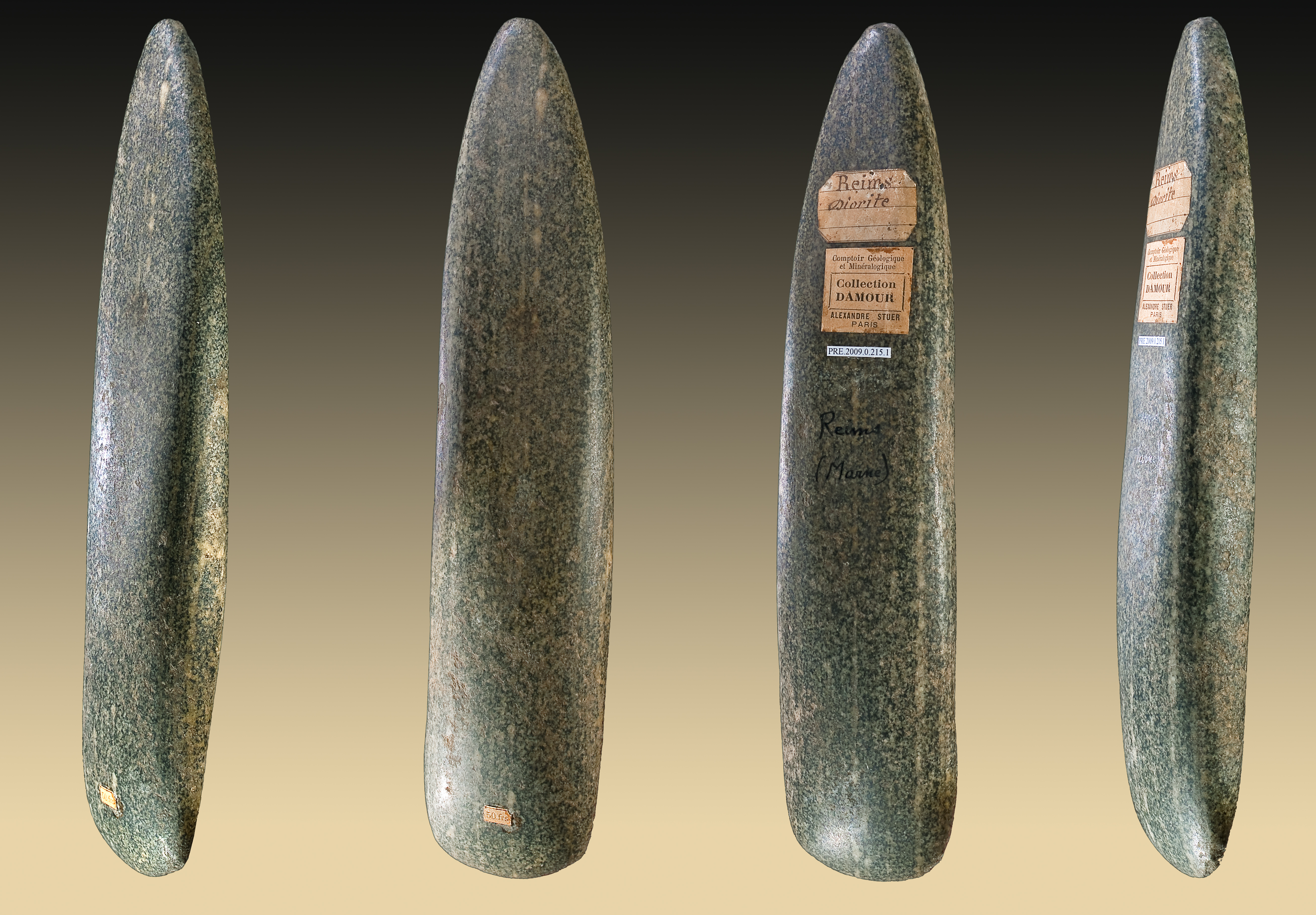
Lucido ascia del Neolitico
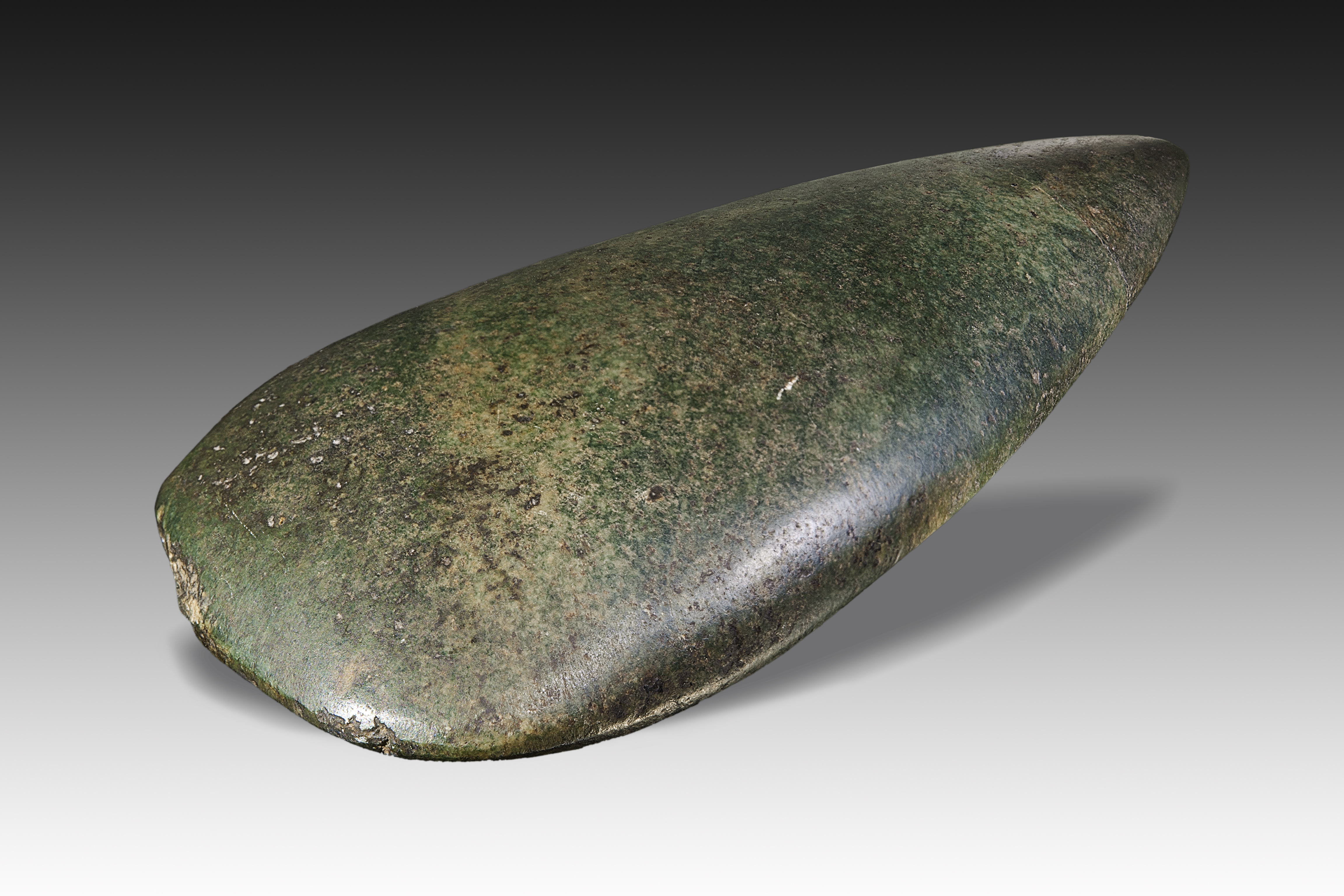
Lucido ascia del Neolitico